# Pronophila porsenna
Pronophila porsenna är en fjärilsart som beskrevs av William Chapman Hewitson 1862. Pronophila porsenna ingår i släktet Pronophila och familjen praktfjärilar. Inga underarter finns listade i Catalogue of Life.